# Galactica (Alton Towers)
Pour les articles homonymes, voir Galactica et Air (homonymie).
Galactica sont des montagnes russes en métal de type volantes construites par Bolliger & Mabillard, situées à Alton Towers dans le Staffordshire, au Royaume-Uni. Ouvertes le 16 mars 2002 sous le nom AIR (comme abréviation de Aerial Inversion Ride), ce sont les seules montagnes russes volantes de Bolliger & Mabillard d'Europe. Elles sont localisées dans la zone Forbidden Valley (Vallée Interdite) du parc.

## Historique
L'idée de Air s'est concrétisée après de nombreuses années de planification. La construction démarre au début de l'année 2001. Le nom de code de l'attraction était "Secret Weapon 5" (Arme secrète no 5), dans la lignée de Nemesis (SW 3) et d'Oblivion (SW4). À la fin de l'année 2001, le parc met en place une intense campagne de publicité sur le thème de l'envol afin de préparer les visiteurs à ce nouveau concept d'attraction inconnu du public. Les tests débutèrent au début de l'année suivante pour une inauguration en mars. Les premiers passagers de cette attraction révolutionnaire furent concepteurs et fabricants, suivis des premiers visiteurs.
L'attraction connût un début difficile, touchée par de nombreux problèmes de fiabilité. Ils furent réduis à la fin de l'année puis sont devenus beaucoup plus rares. À l'époque de l'ouverture, le futur des montagnes russes semblait tourner autour de la quête de hauteur et de vitesse lancée près de 20 ans auparavant. Air et sa popularité ont pourtant démontré que ce n'était pas forcément le cas, les visiteurs étant plus à la recherche de nouvelles sensations que de records.
En fin de saison 2015, l'attraction est fermée pour modifications. Le parc annonce lors d'une événement au Science Museum de Londres sa réouverture pour le 24 mars 2016 avec un nouveau nom (Galactica) et l'ajout de casques de réalité virtuelle permettant aux passagers de faire l'attraction tout en visionnant un voyage dans le cosmos. Cet ajout reste optionnel permettant de faire l'attraction sous sa forme classique et avec les casques de réalité virtuelle.
Galactica est actuellement l'une des attractions les plus populaires d'Alton Towers, notamment grâce à sa particularité, unique en Europe et sa douceur contrastant avec son voisin, Nemesis mêlée à la sensation de planer (l'attraction est parfois surnommé « Zencoaster » par les fans).

## Description
L'embarquement se fait par le système de double-quai. Une fois le harnais spécial vérifié, le wagon pivote afin de se mettre en position « volante » jusqu'à la fin du tour. Le train s'engage dans un petit tunnel puis gagne le lift. La première descente de Air forme une spirale de 180° vers la droite suivie d'une descente au ras du sol le train effectue un figure spéciale (Lie to Fly) permettant au passagers d'être sur le dos, sensation unique à Air. Après un grand virage vers la gauche le train effectue la figure inverse (Fly to Lie), remettant ainsi les passagers en position couchée. Après un virage serré et un In-Line Twist, le train est freiné puis regagne l'une des deux gares.

## Statistiques
- Type : Montagnes russes volantes
- Longueur : 840 mètres
- Hauteur : 20 mètres
- Descente : Environ 20 mètres
- Inversions : 2 (Lie to fly/Fly to lie, In-line Twist)
- Durée : 1 min 40 s
- Vitesse maximale : 75 km/h
- Ouverte depuis le 16 mars 2002
- Capacité : 1500 personnes par heure
- Force g : 3,5 g
- Coût : 12 000 000 livres sterling
- Constructeur : Bolliger & Mabillard
- Designer : Werner Stengel
- Taille minimale : 1,40 mètre
- 3 trains avec 7 wagons par train. Les passagers sont placés par rangées de 4 pour un total de 28 passagers par train.
- Il y a deux gares.

## Galerie

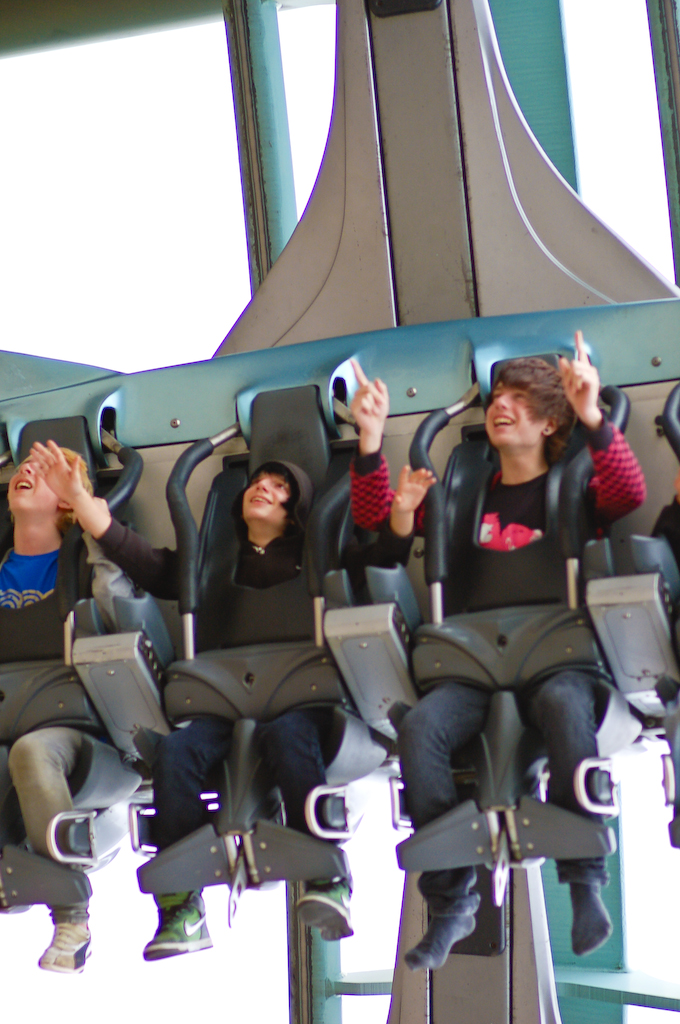
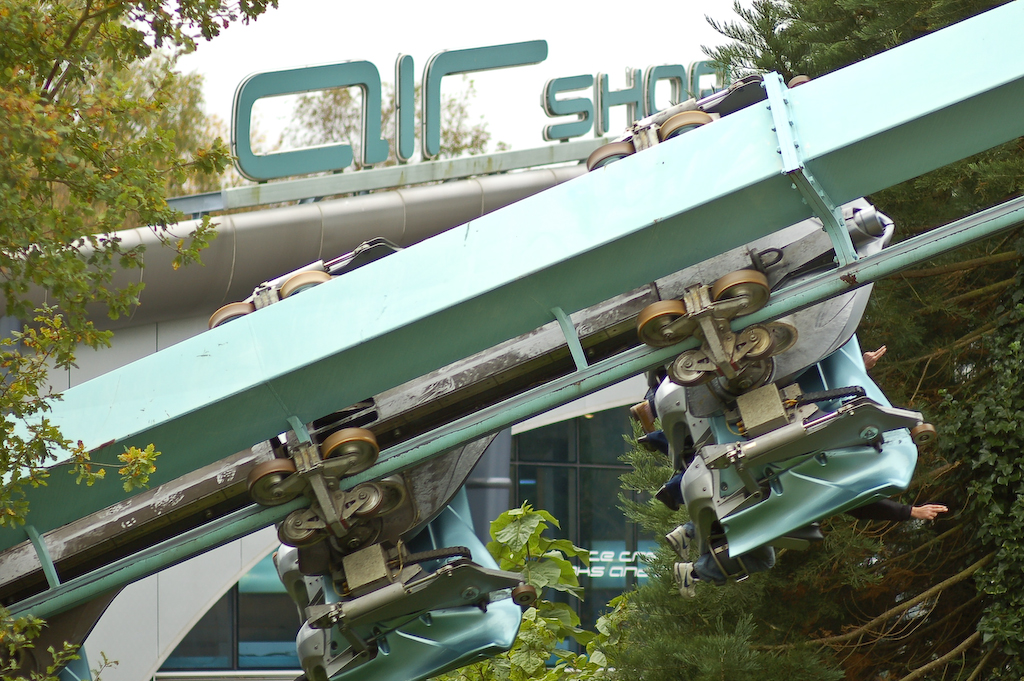